# 卡默斯 (犹他州)
卡默斯（英文：Kamas），是美国犹他州萨米特县下属的一座城市。建市于 1857年，面积大约为3.66平方英里（9.5平方公里），海拔约为6,486英尺（1,977米）。根据2010年美国人口普查，该市有人口1,811人。